# Tambor de llengua d'acer
Un tambor de llengua d'acer, tambor de tanc o tambor de madeixa és un tambor rodó d'acer amb fenedura/llengua de la família dels idiòfons, originalment fabricat a partir d'una bombona de propà.

## Descripció

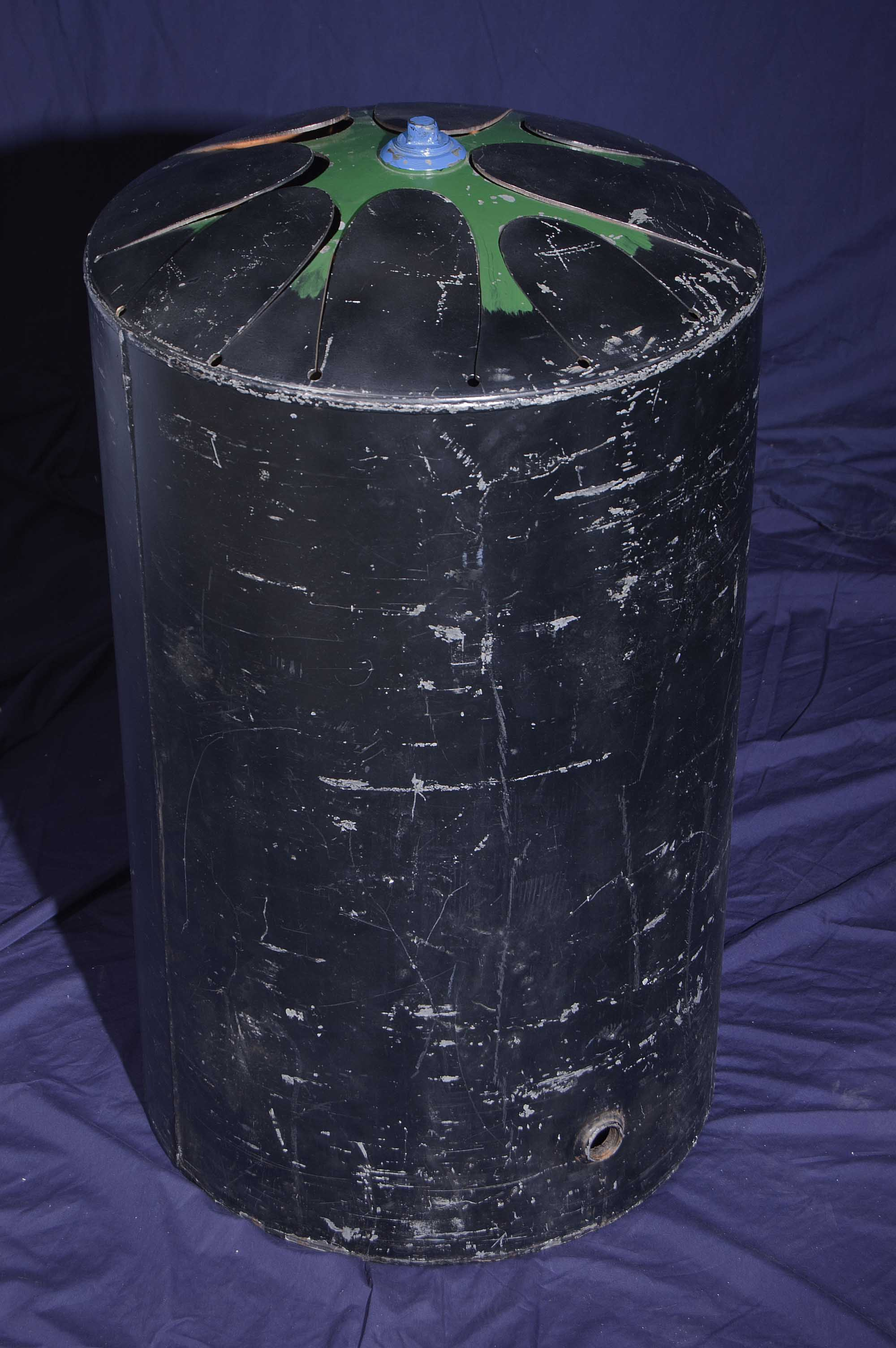
Tambor de balena

Un tambor de llengua d'acer es pot construir a partir d'un dipòsit de propà buit, sovint de 9 quilograms el qual es gira el tanc i es talla o es fa caure la base. A continuació, es tallen radialment de set a deu llengüetes al fons del tanc, formant la part superior de l'instrument. També es pot fer un tambor de llengua d'acer a partir d'un cap de dipòsit nou sense utilitzar. El fabricant pot afinar les llengüetes variant la longitud dels talls o afegint-hi pesos, sovint imants de neodimi. Tot i que els tambors de llengua d'acer sovint s'afinen a escales pentatòniques, també es poden afinar a l'⁣escala diatònica, l'⁣escala cromàtica o qualsevol conjunt de notes que triï el fabricant. L'instrument es toca amb els dits o amb baquetes estil "mallets". Aquest instrument acaba produint un to agradable similar al d'una campana.
| Sound example |
|               |
|               |
|               |

## Història
El tambor de llengua d'acer es basa en el tambor de fusta amb fenedura. Se sap que el tambor de fenedura va ser desenvolupat de manera independent per múltiples civilitzacions antigues, com ara els africans, els asteques i els indonesis. Es feien servir tant per a rituals com per a entreteniment en aquestes civilitzacions antigues. El tambor de llengua d'acer actual va tenir diversos predecessors, entre els quals destaca el Whale Drum del 1990 de Jim Doble i el Tambiro de Felle Vega.
El febrer del 2007, Dennis Havlena, inspirat per les propietats físiques del Tambiro i la disposició tonal del Hang, va crear un tambor de llengua d'acer amb un patró circular en creu a partir d'un dipòsit de propà buit de 9 kg. El nom «Hank Drum» prové d'una combinació de «Hang» i «tank».
L'instrument de Dennis Havlena, al seu torn, ha inspirat altres invents de tambors de llengua d'acer. Avui dia, molts venedors ofereixen versions comercials del tambor de llengua d'acer a tot el món.

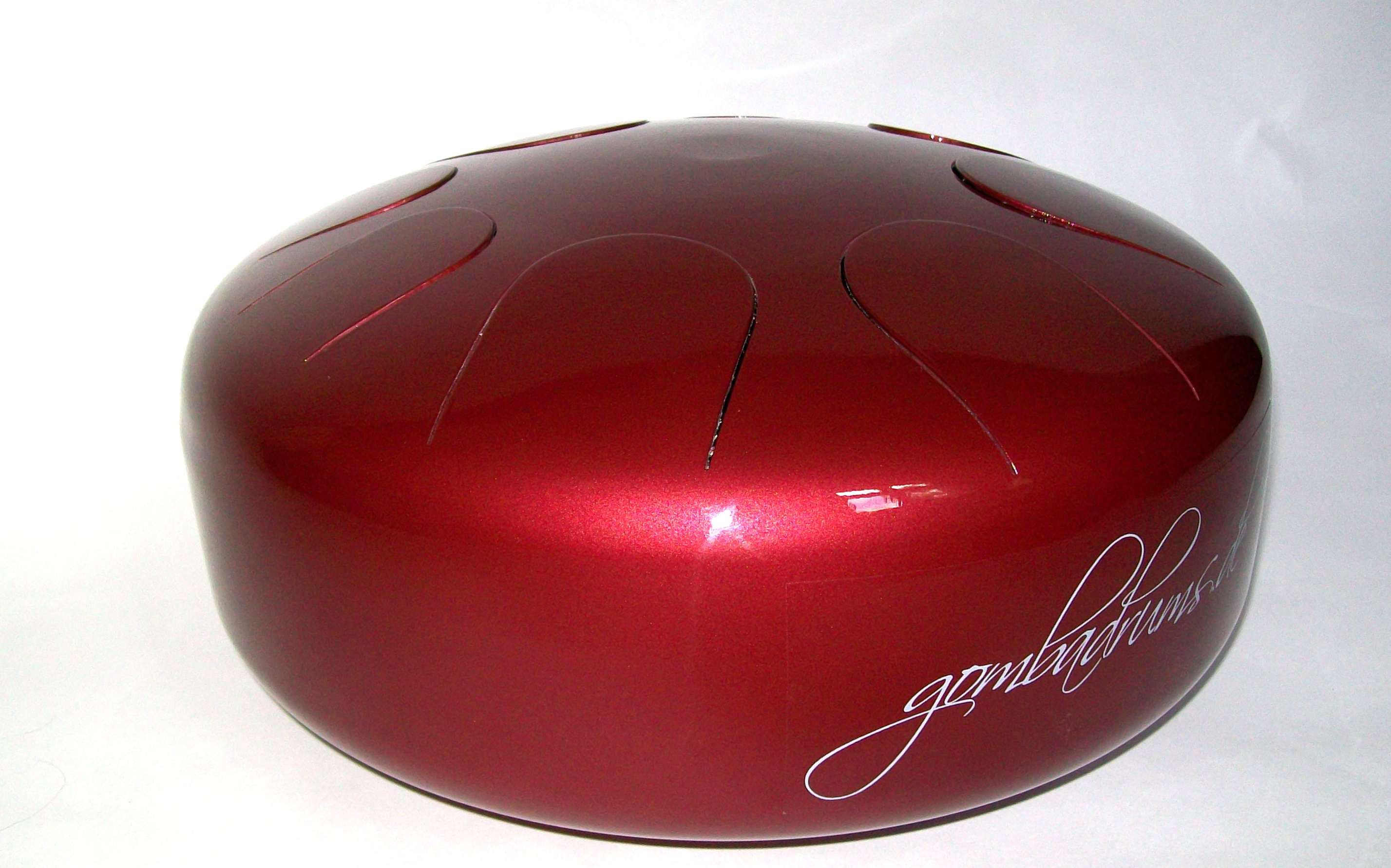
Tambor Hank
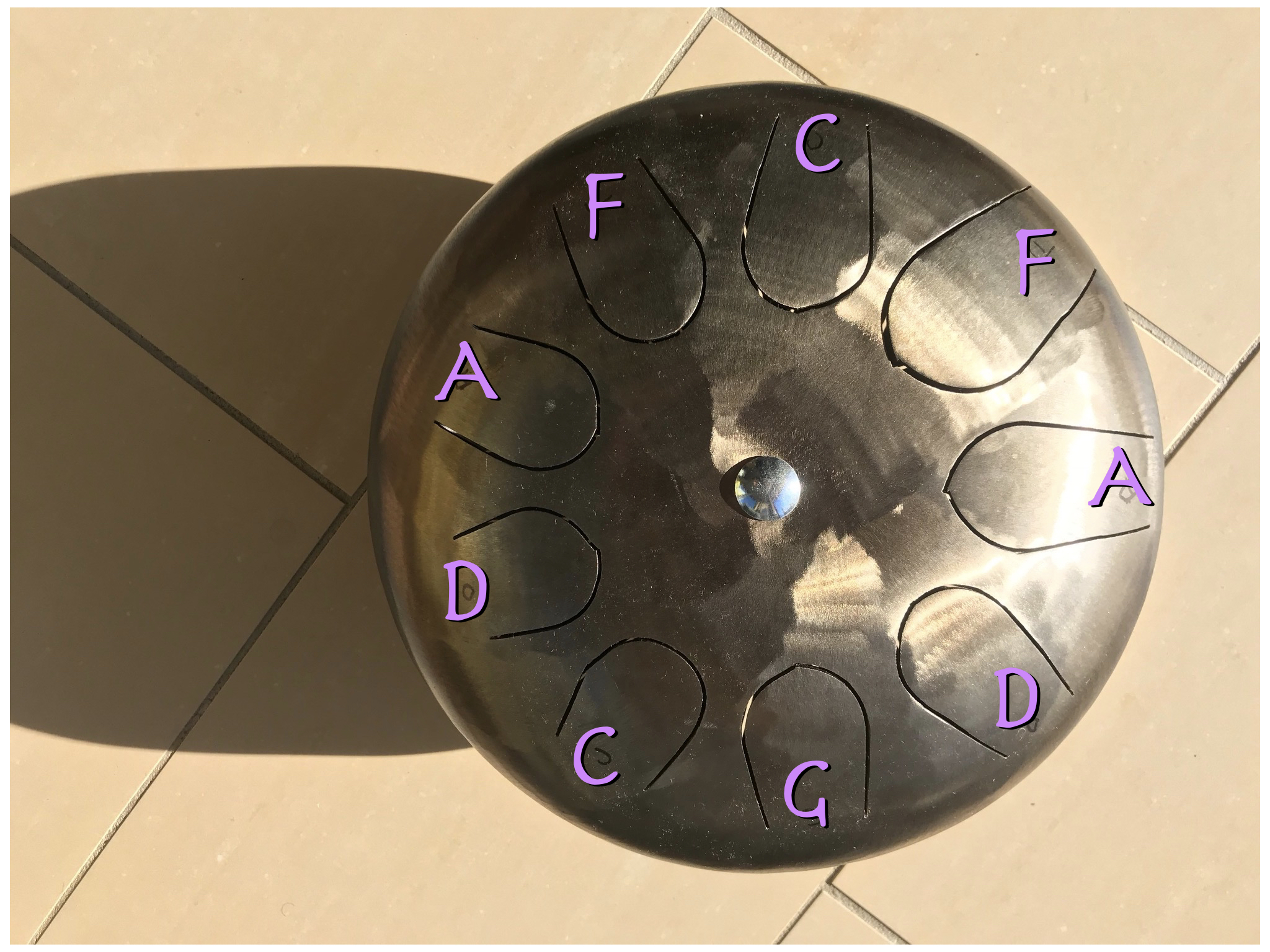
Un tambor de llengua d'acer afinat en una escala pentatònica de Fa amb La a 432 Hz

## Construcció
Els tambors tam-tam es construïen originalment amb troncs buits o bambú, però el tambor del tanc d'acer està fet d'acer i sovint es construeix amb tancs de propà de 20 galons (9 kg). La construcció sol ser tancada, a diferència d'altres tambors de fons obert, de manera que el so produït ressona a través de l'acer i l'aire vibrant s'escapa de les escletxes. Quan es construeix a partir d'un dipòsit de propà, normalment es treu primer la pintura i després es tallen ranures de la longitud adequada. El tambor s'afina llimant part del metall o afegint-hi material mitjançant soldadura.